# Naumaqui
Naumaqui (en llatí Naumachius, en grec antic Ναυμάχιος "Naumákhios") fou un poeta gnòmic grec d'època desconeguda.
A més de les obres que porten el seu nom se l'hi ha atribuït també un poema moral que normalment es considera de Focílides. Estobeu va preservar tres fragments de Naumaqui en hexàmetres. El primer fragment és d'onze línies que semblen la introducció a un poema sobre com les dones han de gestionar el matrimoni, i les dissuadeix de casar-se i aconsella mantenir-se cèlibes. El segon és de cinquanta-vuit línies que semblen ser el propi poema. Dona instruccions sobre el comportament d'una bona esposa, tant amb un marit savi com amb un de ruc, dona pautes per mantenir la llar, la tria dels amics i els vestits que ha de portar. No desaconsella un segon matrimoni i recomana l'alegria i la diversió, sempre amb discreció. El tercer fragment consta de quatre versos i un tros del cinquè on menysprea l'or, les pedres precioses i els vestits de color morat. El seu estil és molt bo i el llenguatge pur. Fabricius l'inclou a la Bibliotheca Graeca.